# 팅크처

문장학의 다양한 팅크처의 다이어그램:—첫 번째 줄: 금속; 두 번째 줄: 색상; 세 번째 줄: 얼룩; 네 번째 줄: 비전통적인 팅크처

팅크처(Tincture)는 문장학에 사용되는 제한된 색상 및 패턴 팔레트이다. 다양한 팅크처를 정의하고, 묘사하고, 올바르게 표시해야 하는 필요성은 문장 예술과 디자인의 가장 중요한 측면 중 하나이다.

## 개발과 역사
팅크처의 사용은 12세기와 13세기 유럽 문장학이 형성되던 시기로 거슬러 올라간다. 새로운 종류와 관행이 개발됨에 따라 팅크처의 범위와 이를 묘사하고 설명하는 방식은 시간이 지남에 따라 진화했다.
전령 팅크처를 적용하는 기본 계획과 규칙은 12세기로 거슬러 올라간다. 13세기 중반부터 현존하는 가장 초기의 채색 문장 삽화는 두 가지 금속, 다섯 가지 색상, 두 가지 모피의 표준화된 사용을 보여준다. 그 이후로 대부분의 문장 예술에는 이 9가지 팅크처가 사용되었다.
시간이 지남에 따라 특히 모피와 관련하여 이러한 기본 팅크처의 종류가 개발되었다. 이러한 종류를 별도의 팅크처로 간주해야 하는지, 아니면 단순히 기존 팅크처의 변종으로 간주해야 하는지에 대해서는 당국마다 다르다. 두 가지 추가 색상이 나타 났고 전령 작가들에 의해 일반적으로 받아 들여졌지만 여전히 부족했으며 결국 소지자의 불명예를 의미하는 데 사용되었다는 믿음으로 얼룩이라고 불렸다. 자연에 나타나는 특정 전하를 묘사하는 관행은 17세기에 확립되었다. 다른 색상은 18세기 이후 특히 대륙 문장학에서 종종 등장했지만 사용 빈도는 낮았으며 특별히 문장학적인 것으로 간주되거나 문장학 디자인의 기초를 형성하는 팅크처에 포함된 적이 없다.

## 빈도 및 국가별 종류
시간이 지남에 따라 다양한 팅크처가 사용되는 빈도는 많이 관찰되었지만 연구된 바는 거의 없다. 시간의 흐름과 한 지역에서 다른 지역으로의 선호도와 관련하여 주목할만한 몇 가지 일반적인 추세가 있다.
중세 문장학에서는 당류가 가장 흔한 팅크처였으며 그 다음은 금속 은빛 및 또는 그 중 적어도 하나가 반드시 대부분의 팔에 나타났다. 색상 중에서는 검은색이 두 번째로 흔했고 그 다음이 하늘색이었다.

## 참고 문헌
- Boutell, Charles; Aveling, S. T. (1890). 《Heraldry, Ancient and Modern: Including Boutell's Heraldry》. London: Frederick Warne. OCLC 6102523 – Internet Archive 경유.
- Elvin, Charles Norton (1889). 《A dictionary of heraldry》. London: Kent and Co. OCLC 919809145 – Internet Archive 경유.
- Fox-Davies, Arthur Charles (1904). 《The Art of Heraldry: An Encyclopædia of Armory》. London: Benjamin Blom. LCCN 68056481.
- Fox-Davies, Arthur Charles (1909). 《A Complete Guide to Heraldry》. New York: Dodge Publishing. LCCN 09023803 – Internet Archive 경유.
- Franklyn, Julian (1968). 《Heraldry》. Cranbury, NJ: A. S. Barnes and Company. ISBN 9780498066832.
- Parker, James; Gough, Henry (1894). 《A glossary of terms used in heraldry》. London: James Parker. LCCN 77094021 – Internet Archive 경유.
- Leonhard, Walter (1976). 《Das große Buch der Wappenkunst》 [The big book of heraldry] (독일어). Munich: Callway-Verlag.
- Neubecker, Ottfried (1977). 《Heraldry: Sources, Symbols and Meaning》. London: Macdonald and Jane's. ISBN 9780354044936. OCLC 852003621.
- Pastoureau, Michel (1997). 《Heraldry: An Introduction to a Noble Tradition》. Abrams Discoveries. Harry N. Abrams. ISBN 9780810928305.
- Pimbley, Arthur Francis (1908). 《Pimbley's Dictionary of Heraldry: An Authoritative Guide to the Terminology of Heraldry》. Pimbley. LCCN 08029181 – Internet Archive 경유.
- Slater, Stephen (2003). 《The Complete Book of Heraldry》. New York: Hermes House. ISBN 9781843098249.
- von Volborth, Carl-Alexander (1981). 《Heraldry: Customs, Rules and Styles》. Dorset: Blandford Press. ISBN 0-7137-0940-5. LCCN 81670212.
- Woodward, John; Burnett, George (1892) [1884]. 《A treatise on heraldry, British and foreign: with English and French glossaries》. Edinburgh: W. & A. B. Johnson. LCCN 02020303 – Internet Archive 경유.